# Horn Ede (közgazdász)
Horn Ede (szül. Einhorn Ignác, Vágújhely, 1825. szeptember 25. – Budapest, 1875. november 2.) magyar közgazdász, statisztikus, liberális politikus. Horn Antal (1834–1906) hírlapíró bátyja, Horn Emil (1858–1937) író, bankár apja.

## Életpályája
Einhorn Gerzson (1793–1883) gyapjúkereskedő, gyülekezeti elöljáró nyolc gyermeke közül a másodikként született. Rabbinak készült. A nyitrai, pozsonyi és prágai teológiai tanulmányai után a Pesti Királyi Tudományegyetem bölcsészeti karán tanult. 1848-ban a Der ungarische Israelit című hetilapot szerkesztette, majd 1849-ben Bak Ignác Vilmossal együtt a Die Theisz című politikai lapot, amelynek csak négy száma jelent meg. Izraelita tábori lelkészként részt vett a szabadságharcban, ami miatt kénytelen volt külföldre menekülni.
1850–1851-ben német városokban élt és a Lipcsei Egyetem hallgatója volt. A következő években Brüsszelben lakott, majd 1855-től állandó jelleggel Párizsban telepedett le, ahol nemsokára mint kiváló közgazdász gazdasági társaságok tagja, újságok gazdasági rovatainak vezetőjeként működött. Tagja volt a Société d'économie politique-nak és a Journal des Débats nemzetgazdasági részének szerkesztője volt. Különösen a napóleoni rezsim pénzügyi intézkedései ellen erős támadást intézett; a munkások érdekében is többször erélyesen felszólalt. Széles körű publicisztikai működést fejtett ki, különösen az emigrációban, a közgazdaság és statisztika terén, de politikai kérdésekben is nyilatkozott.
1860-ban Giuseppe Garibaldi légiójának tagja, majd a Szuezi-csatorna Bizottság másodtitkára volt. Bár már 1867-ben felajánlották neki a Pester Lloyd szerkesztői posztját, ez meghiúsult. Csak 1869-ben tért vissza Magyarországra és a Neuer Freier Lloyd szerkesztője lett.
Hazatérése után a Tisza Kálmán által vezérelt ellenzékhez csatlakozott. 1870-ben Pozsonyban megválasztották képviselőnek. Közreműködött a Pest-Budai Munkásképző Egylet megalakításában, megkísérelte azt polgári vezetés alá vonni. 1875-ben a Kereskedelemügyi Minisztérium államtitkára lett, azonban hamarosan elhunyt.

## Nevezetesebb művei
- Zur Judenfrage in Ungarn (Ofen, 1847)
- A halálbüntetés a régi hébereknél. Archaeologiai értekezés. – A zsidóügy és a sajtó honunkban. (Első Magyar Zsidó Naptár, 1848)
- A reformált zsidóság elvei (Buda, 1848)
- Grundprinzipien einer geläuterten Reform im Judenthum (Pest, 1848)
- Offene Antwort auf den offenen «Brief» an den Redacteur des «Ungar» (Ofen, 1848)
- A reformált izraelita vallás elvei (Pest, 1849)
- Népfelség, a legrégibb alkotmány alapelvei (Pest, 1849)
- Ungarn vor der Märzrevolution. – Die Häupter der ungarischen Revolution. (Gegenwart [folyóirat], Leipzig, 1850)
- Zur ungarisch-österreichischen Centralisationsfrage (Leipzig, 1850)
- Arthur Görgei. Oberkommandant der ungarischen Armee. Ein Beitrag zur Geschichte der ungarischen Revolution (Leipzig, 1850)
- Die Revolution und die Juden in Ungarn. Nebst einem Rückblick auf die Geschichte der Letztern. Beantwortet von Jul. Fürst. (Leipzig, 1851
- Ludwig Kossuth. I. Band. 1. Der Agitator. 2. Der Minister. Kossuth arczképével. Unicus. Betiltották. (Leipzig, 1851, angolul: London, 1854)
- Spinoza’s Staatslehre. Zum erstenmale dargestellt. (Dessau, 1851, 2. kiadás: Dresden, 1863)
- Ungarn im Vormärz. Nach Grundkräften und Kultur. Fényes Elek után fordította. (Leipzig, 1851)
- Statistisches Gemälde des Königreichs Belgien (Brüsszel, 1853)
- Bevölkerungswissenschaftliche Studien aus Belgien. Mit durchgehender vergleichender Erforschung der entsprechenden Verhältnisse, in Oesterreich, Sachsen, Preussen, Frankreich, England, Holland und anderen Staaten. (Leipzig, 1854)
- Franz Rákóczy II. Fürst von Ungarn und Siebenbürgen. Ein historisches Charakterbild. Mit Portrait. (Leipzig, 1854, 2. kiadás: Leipzig, 1861)
- Brüssel, nach seiner Vergangenheit und Gegenwart. (Leipzig, 1855)
- Das Creditwesen in Frankreich, national-ökonomische Skizze (Leipzig, 1857, 2. javított és bővített kiadás: 1858)
- Jean Law. Finanzgeschichtlicher Versuch. (Leipzig, 1858)
- La Hongrie et l’Autriche de 1848 à 1849 (Paris, 1859)
- La Hongrie et la crise Européenne (Paris, 1860)
- Liberté et nationalité (Paris, 1860)
- La Hongrie en face de l’Autriche (Paris, 1860)
- Les Finances de l’Autriche (Paris, 1860)
- Procés des Banknotes hongroises (Paris, 1860)
- Le Credit (Paris, 1860)
- Le traité de commerce franco-allemand (Paris, 1861)
- L’Association (Paris, 1861)
- La crise cotonniere et textiles indigenes (Paris, 1863, 2. kiadás: Paris, 1866)
- Du Progres économique en Égypte, discours de réception prononcé a l’Institut égyptien (Alexandria, 1864)
- La liberté des banques (Paris, 1866)
- Salut au troisieme milliard! (Paris, 1866)
- L’Économie politique avant les physiocrates (Paris, 1867)
- Caisses syndicales. Le crédit rendu plus accessible et moins cher pour tous par l’Association syndicale, l’assurance et la contre-assurance. (Paris, 1867)
- Le Bilance de l’Empire (Paris, 1867)
- Bankfreiheit. Deutsche Originalausgabe. (Stuttgart, 1867)
- Frankreichs Finanzlage. Deutsche Originalausgabe. (Wien, 1868)
- Les Finances de l’Hotel-de-Ville (Paris, 1869)
- Frankreichs Finanzlage. Deutsche Originalausgabe. (Wien, 1868)
- Die dritte Milliarde! Zweite Studie über Frankreichs Finanzlage. Deutsche Originalausgabe. (Wien, 1868)
- Die Weltindustrie in der zweiten Hälfte des neunzehnten Jahrhunderts von Michel Chevalier. Aus dem französischen. (Stuttgart, 1869)
- Die Finanzlage der Stadt Paris. Deutsche Originalausgabe. (Wien, 1869)
- Bankszabadság. Különös tekintettel a magyar bankmozgalomra. (Pest, 1870)
- Államháztartásunk rendezéséről (Budapest, 1874, németül: Ungarns Finanzlage und die Mittel zu ihrer Hebung. Wien–Pest–Leipzig, 1874)
- La grande nation. Szerk. Horn Emil, előszó: Jules Simon. (Paris, 1891)

## Emlékezete
Korábban az ő nevét viselte a mai Weiner Leó utca Budapest VI. kerületében.